# Great Chart
Great Chart – wieś w Anglii, w hrabstwie Kent, w dystrykcie Ashford. Leży 26 km na południowy wschód od miasta Maidstone i 79 km na południowy wschód od centrum Londynu. W 2001 miejscowość liczyła 4206 mieszkańców. Great Chart jest wspomniana w Domesday Book (1086) jako Certh.